# Sistema de Tandilia
El sistema de Tandilia es un conjunto de sierras de Argentina, que tiene una longitud de unos 300 km. Se extiende en el interior de la Provincia de Buenos Aires desde el Partido-Municipio de Olavarría hasta el cabo Corrientes en Mar del Plata; abarcando zonas de los partidos-municipios de Olavarría, Azul, Tandil, Benito Juárez, Lobería, Necochea, Balcarce y General Pueyrredón. 
Localmente suelen ser publicitadas como «las sierras más antiguas del mundo», pero este sistema serrano tiene una antigüedad de 2200 millones de años, lo que las hace más reciente que la sierra Caiada en Brasil, que está estimada en 3450 millones de años. Son sin embargo las sierras de mayor antigüedad de Argentina.

## Geología
El sistema de Tandilia es un basamento altamente deformado, caracterizado por el desarrollo de fajas miloníticas. Estas fajas fueron interpretadas como zona de cizalla contraccional convergencia dominante hacia el noroeste. Estas fajas se habrían formado por la colisión del terreno de Tandilia contra el terreno de Buenos Aires, llevando a la consolidación y amalgamamiento del craton del Río de la Plata durante el Proterozoico inferior. La edad de la colisión se establece entre 2100 y 1900 millones de años. 

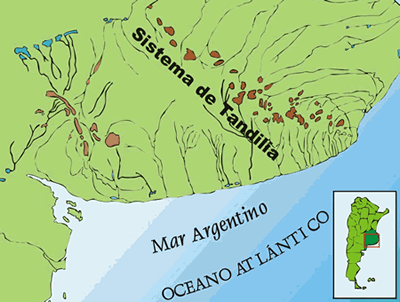
Sistema de Tandilia corre de noroeste a sudeste.

## Relieve

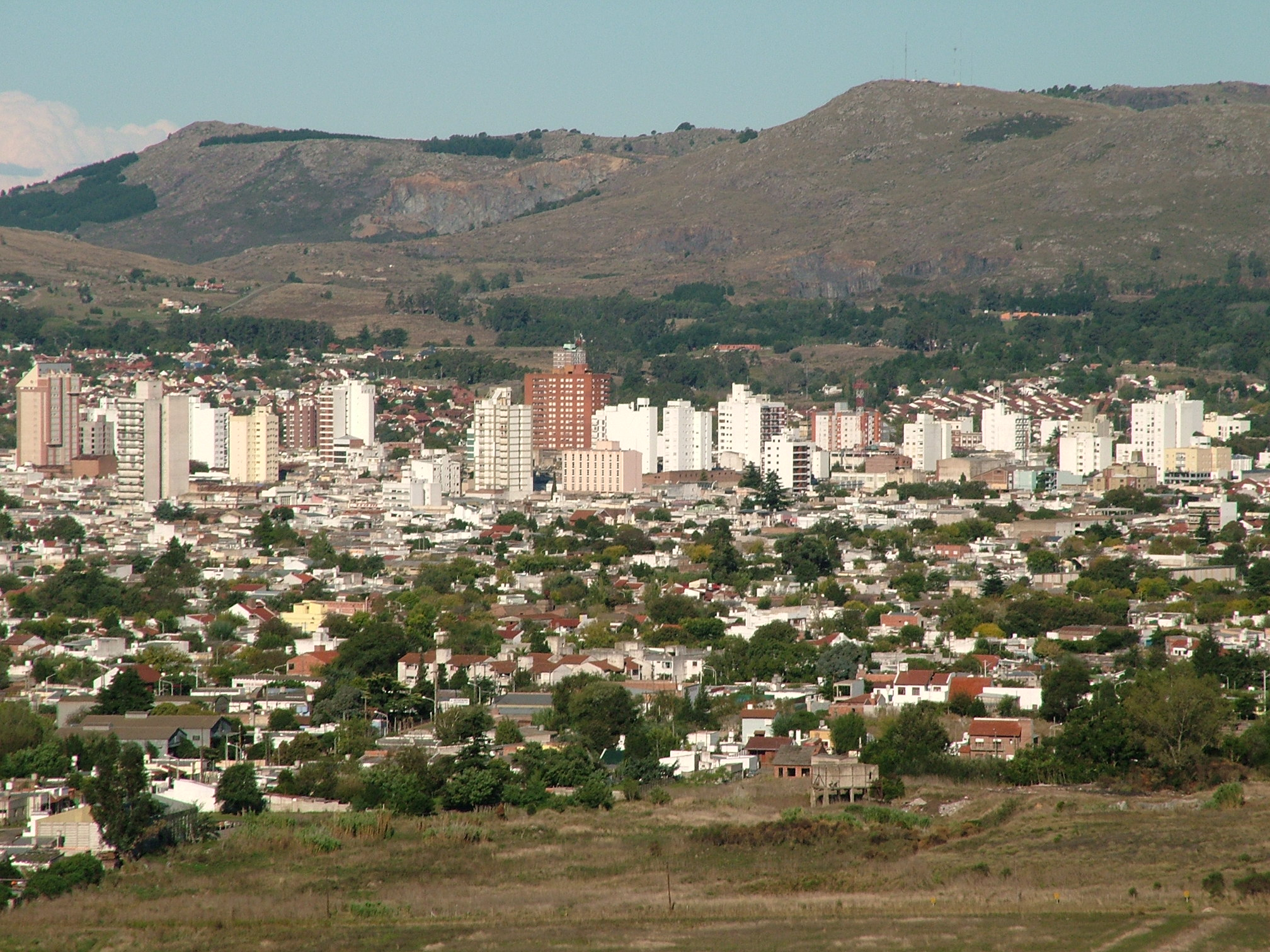
La ciudad de Tandil, rodeada por sierras del sistema de Tandilia.

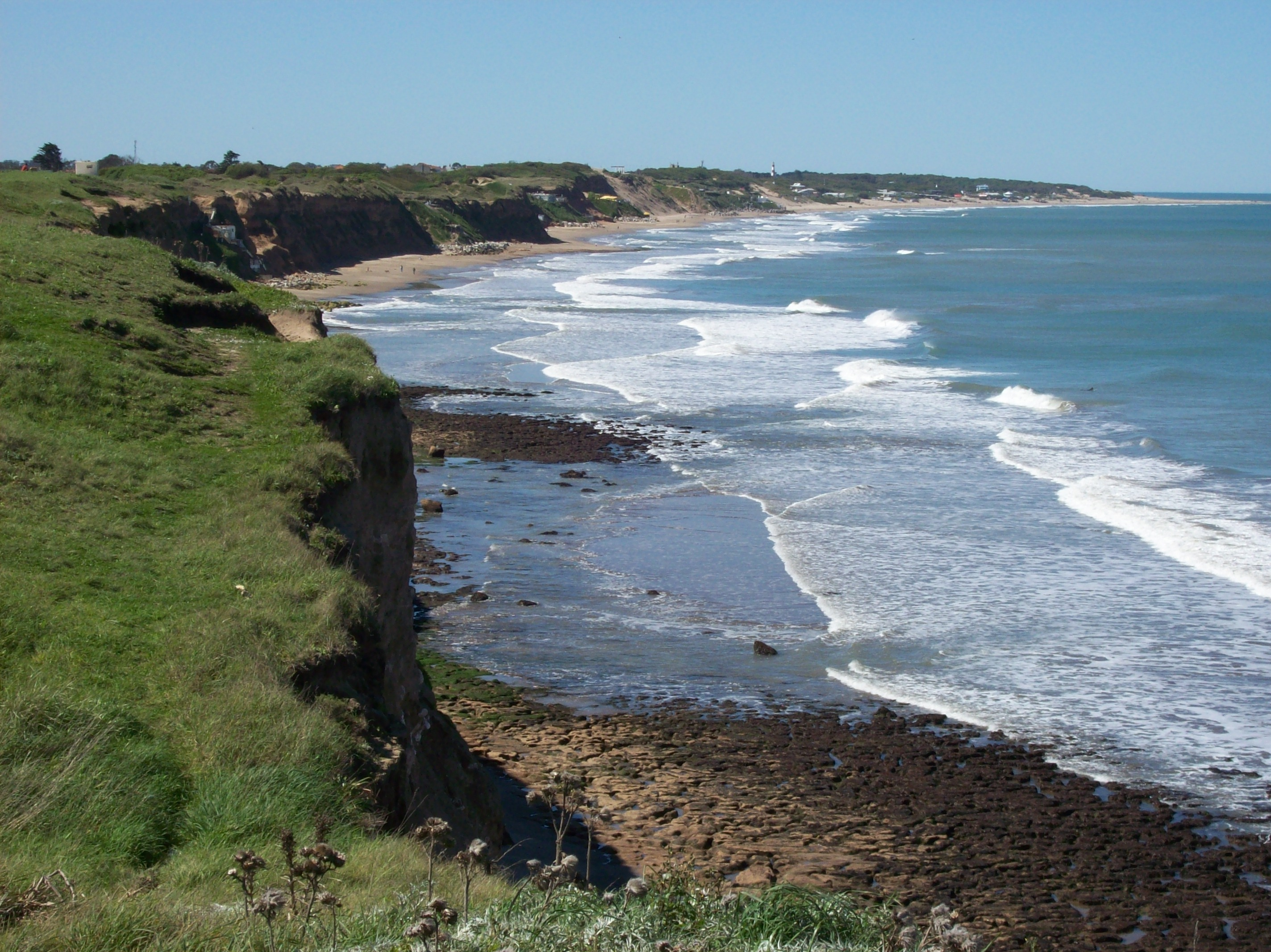
En la zona de la Barranca de los Lobos y el cabo Corrientes el sistema de Tandilia se sumerge finalmente en el mar Argentino.

A nivel , este sistema montañoso corresponde a un macizo de esquistos cristalinos, los llamados estratos de La Tinta, compuestos de areniscas y arcillas, sobre el cual se apoya una cubierta de sedimentos del Paleozoico, denominado Tandilia tabular.
Está integrado por seis secciones separadas por abras y valles transversales que desaguan parte al noreste y este, y parte hacia el sur. Estas secciones reciben distintas denominaciones: sierra de Tandil, sierra de los Padres, sierra de Quillalauquen, sierras Bayas, sierras de Balcarce, sierras de Viyutailia y sierras de Azul. El grupo más importante corresponde a las sierras de Tandil, que se levantan entre el arroyo Chapaleufú Grande al oeste y los arroyos Chico y Quequén Chico al sureste.
En el tramo final la sierra de los Padres alcanza el océano Atlántico.
Cinco ciudades están alcanzadas por el sistema de Tandilia: Tandil, Azul, Balcarce, ciudad de Benito Juárez y Mar del Plata, llegando este sistema también hasta muy cerca de la ciudad de Olavarría.

## Aspecto del relieve
El relieve de las sierras está compuesto por el granito, la diorita y los gneis que producen al desgastarse formas redondeadas, las areniscas se resuelven en formas tabulares y conos truncados. Las formas redondeadas predominan en el centro y las tabulares en los extremos. La desintegración de las rocas cubrió de bloques y rodados las cimas y las cuestas de las sierras.
En las grutas formadas por bancos resistentes de cuarcitas se hallaron restos prehistóricos que se vinculan con el primitivo hombre americano.
Entre las sierras más importantes se destacan: en el grupo oriental, las sierras de los Padres, Ludovico y Vulcán (Volcán) (38 al poniente se elevan las sierras Chata y Larga, y al centro del sistema encontramos las sierras de Tandil, y el cerro La Juanita, el que con 524 m s. n. m. es la máxima altura de todo el sistema de Tandilia.

### Fauna
Endémicas de esta zona son las lagartijas Liolaemus absconditus. y Liolaemus tandiliensis.